# Gatas Parlament

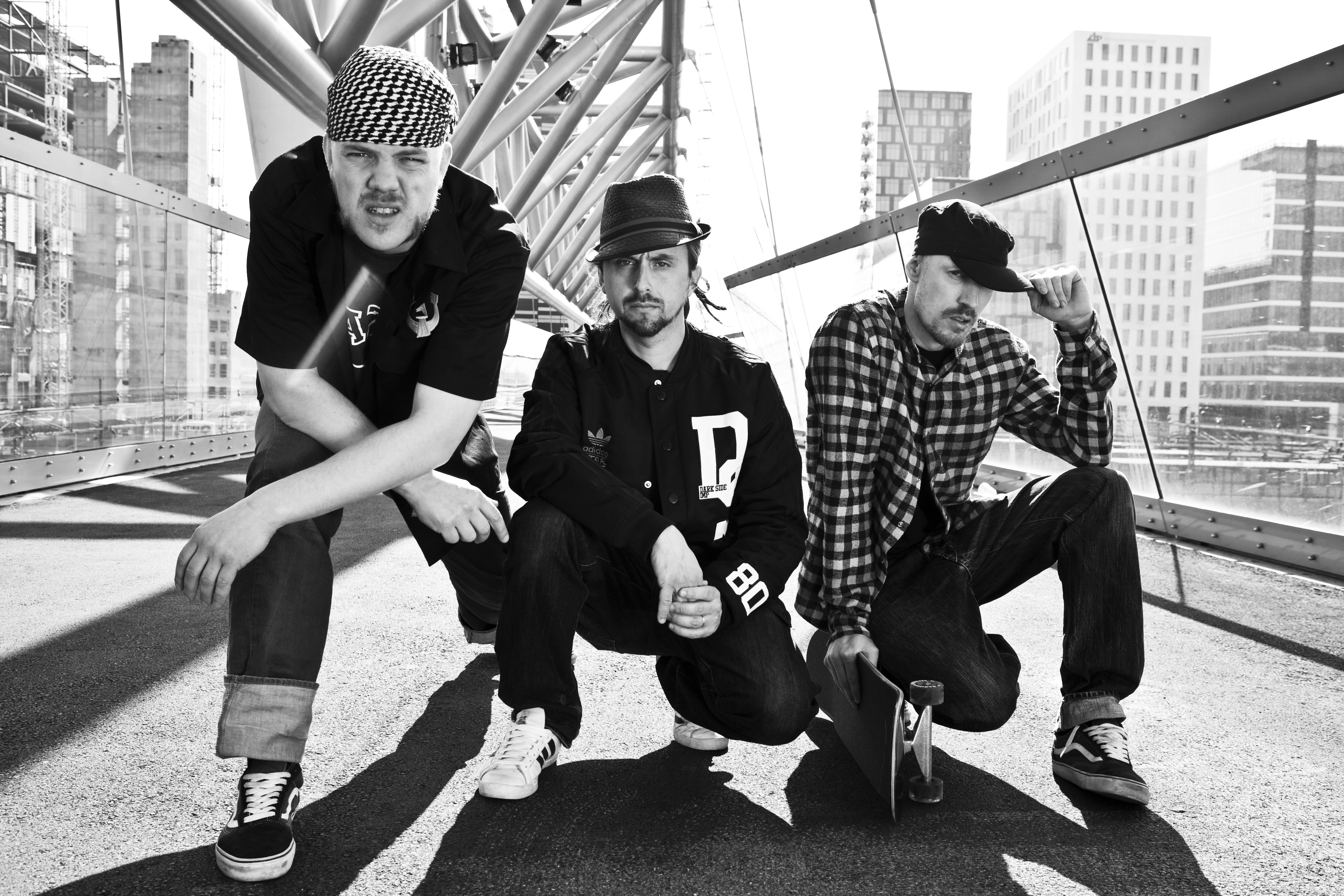
Gatas Parlament

Gatas Parlament (Parlament der Straße) ist eine norwegische Rapgruppe. Sie besteht aus den Brüdern Elling und Aslak Borgersrud sowie dem DJ Don Martin. Gatas Parlament ist eine linksorientierte Band, ihre politische Einstellung findet sich auch in ihren Texten wieder.

## Geschichte
Gatas Parlament hat 1993 mit den Brüdern Elling und Aslak begonnen. Die beiden nannten sich anfangs Kveldens Høydepunkt (Höhepunkt des Abends). Später kam auch der DJ Don Martin dazu. Am darauf folgenden Tag trafen sich die Drei, um Eier und verrottete Tomaten auf Carl I. Hagen von der Fremskrittspartiet (Rechtsorientierte Partei) zu werfen, welcher gerade versuchte, eine Rede zu halten. Hagen sagte dann, dass es wohl das Parlament der Straße sei, welches das Land regiere und so war der Name gefunden.

## Kontroversität
Gatas Parlament sorgten zusammen mit dem schwedischen Rapper Promoe mit ihrem Video zu Antiamerikansk Dans (Antiamerikanischer Tanz) und der zu dem Video gehörenden Seite killhim.nu (Tötet ihn jetzt), welche eine Prämie auf die Ermordung von George Walker Bush aussetzte, für viel Aufsehen. Die US-amerikanische Botschaft in Norwegen reagierte darauf und die Seite wurde aus dem Netz genommen. Das Video steht jedoch zum Download auf der Homepage der Band.

## Diskografie

### Alben
- Holdning Over Underholdning (2001)
- Fred, Frihet & Alt Gratis (2004)
- Situation Normal All Fucked Up (2005)
- Kidsa har alltid rett (2008)
- Apocalypso (2008)
- Jester & Don Martin sikter på månen og lander på taket (2009)
- Dette forandrer alt (2011)
- Hold det realt (2016)

### Mixtapes
- Bootlegs, B-sider & Bestiser (Kompilation) (2004)
- 93 til Infinity (2008)
- Gateplata (2011)

### Singles und EPs
- Autobahn Til Union (1994)
- Slå Tilbake (1997)
- Naturkraft EP (1997)
- Stem Gatas Parlament (1999)
- The al dente EP (2001)
- No Introduction Needed / Bombs In Your Brain (2001)
- Nå om da'n (2002)
- Radio Alarmclock EP (2003)
- Bombefly/Rackers Delight (2004)
- Kammerater (2004)
- Ungdommens råskap (2004)
- Gataspill/Antiamerikansk Skandinavisk Dans (2005)
- Motgift EP (2006)
- Counterstrike EP (2008)
- Til ungdommen (2008)
- Rasist mot min vilje / Asylhotell Ritz (2009)
- Jobbe litt mindre og tjene litt mer (2011)